# 丹野 (菊川市)
丹野（たんの）は静岡県菊川市の大字。

## 地理
菊川市の東部、小笠東地区の北東部に位置する。東で牧之原市大寄・西萩間、西で棚草・東横地・目木、南で川上及び古谷、北で棚草（飛地）及び牧之原と接する。

### 河川
- 丹野川

### 字一覧
30以上の字がある（2018年（平成30年）10月16日現在）。
- 白畑（しらはた）
- 上海戸（かみがいと）
- 元海戸（もとがいと）
- 下毛田（しもた）
- 後田（うしろだ）
- 欠下（かけした）
- 姥海戸（うばがいと）
- 中向田（なかむかいだ）
- 下河原（しもがわら）
- 天ケ谷（あまがや）
- 中丹野（なかたんの）
- 大薮（おおやぶ）
- 柳谷（やなぎや）
- 田之谷（たのや）
- 八反田（はつたんだ）
- 橋戸（はしど）
- 小出前（おいでまえ）
- 堂ケ谷（とうがや）
- 前田（まえだ）
- 不分谷（ふぶんや）
- 下向田（しもむかいだ）
- 小原（こばら）
- 原下（はらした）
- 口原（くちはら）
- 堤平（つつみだいら）
- 東八平（とうはちだい）
- 堂池ケ谷（どうちがや）
- 御堂ケ谷（みどうがや）
- いもし平（いもしだいら）
- 奥原（おくはら）
- 中原（なかはら）

## 歴史

### 沿革
- 1889年（明治22年）4月1日 - 町村制の施行により、城東郡丹野村が周辺の村と合併し、城東郡川野村となる[WEB 7]。旧村名は川野村の大字として残る[WEB 8]。
- 1896年（明治29年）4月1日 - 郡制の施行により所属郡が小笠郡に変更。
- 1940年（昭和15年）11月1日 – 相草村と川野村が合併し、小笠村となる。
- 1954年（昭和29年）3月31日 – 小笠村が平田村・南山村と新設合併を行い、小笠町が発足する。
- 2005年（平成17年）1月17日 – 小笠町が菊川町と新設合併を行い、菊川市となる。

## 施設
- 丹野池公園
  - 丹野池
  - 丹野ダム
- 有限会社オガサ自動車 本社

## 交通

### バス
- 菊川市コミュニティバス丹野・嶺田コース：（菊川市立総合病院 方面 - ）中丹野 - 丹野公民館 - 丹野 - 丹野橋（ - 西ケ崎公民館 方面）

### 道路
- 静岡県道244号大東菊川線
- 静岡県道245号川上菊川線

## その他

### 学区
小学校・中学校の学区は以下の通りである。
| 番・番地等 | 小学校               | 中学校             |
| ---------- | -------------------- | ------------------ |
| 全域       | 菊川市立小笠東小学校 | 菊川市立岳洋中学校 |

### 警察
警察の管轄区域は以下の通りである。
| 番・番地等 | 警察署     | 交番・駐在所 |
| ---------- | ---------- | ------------ |
| 全域       | 菊川警察署 | 小笠交番     |

### WEB
1. ↑  “h02_22.csv”.   総務省 (2022年2月10日). 2025年1月13日閲覧。
2. ↑  “静岡県菊川市 (22224)”.   人文学オープンデータ共同利用センター. 2025年1月13日閲覧。
3. ↑  “静岡県 菊川市 丹野の郵便番号 - 日本郵便”.   日本郵便. 2025年2月15日閲覧。
4. ↑  “市外局番の一覧”.   総務省 (2022年3月1日). 2025年1月13日閲覧。
5. ↑  “事業所案内及び管轄地域（事務所3件、分室3件）”.   一般社団法人静岡県自動車会議所. 2025年1月13日閲覧。
6. ↑  “菊川市小字一覧 - 静岡県オープンデータ”.   静岡県 (2018年10月16日). 2025年1月13日閲覧。
7. ↑  “historyofcities.pdf”.   静岡県総務部合併推進室・財団法人静岡県市町村振興協会. 2025年1月13日閲覧。
8. ↑  “解説ページ”.   株式会社エア. 2025年1月13日閲覧。
9. ↑  “菊川市／通学区域一覧”.   菊川市 (2024年4月1日). 2025年1月13日閲覧。
10. ↑  “交番駐在所一覧表｜静岡県警察”.   静岡県警察 (2023年6月12日). 2025年1月13日閲覧。